# Tadeusz Miękisz
Tadeusz Franciszek Miękisz (ur. 6 stycznia 1883 w Dobromilu, zm. 27 kwietnia 1957 we Wrocławiu) – polski nauczyciel.

## Życiorys
Tadeusz Franciszek Miękisz urodził się 6 stycznia 1883 w Dobromilu. Był synem Marii z domu Tuchowskiej (zm. przed 1921) i Franciszka (w 1894 dietariusz przy C. K. Dyrekcji Skarbu w Sanoku, w 1900 emerytowany nadstrażnik skarbowy w Sanoku, zm. w 1921 w wieku 75 lat) wraz z którym zamieszkiwał w Sanoku przy ulicy Tadeusza Kościuszki (numer konskrypcyjny 195, potem 75). Miał siostry Stanisławę (ur. 1880 w Zagórzu, zm. 1961 w Sanoku), Helenę (ur. 1885, zamężna z Basylim Kulawym), brata Mieczysława (ur. 1892 w Birczy, zm. 1900 w Sanoku).
Kształcił się w C. K. Gimnazjum w Sanoku, gdzie w roku szkolnym pobierał stypendium, a w 1902 zdał egzamin dojrzałości (w jego klasie byli m.in. Bolesław Keim, Gustaw Kieszkowski, Wiesław Krawczyński, Mieczysław Wygrzywalski, Jan Zakrzewski). Od 1902 do 1906 odbył studia na Wydziale Filozoficznym Uniwersytetu Lwowskiego o specjalności historii i geografii pod opieką naukową prof. Ludwika Finkela i prof. Bronisława Dembińskiego. Jako student filozofii w 1904 był członkiem Komitetu Młodzieży Polskiej w Sanoku. Był członkiem zwyczajnym Towarzystwa Czytelni Akademickiej we Lwowie.
Egzamin zawodowy nauczycielski złożył 13 listopada 1907 i podjął pracę nauczyciela od 1 stycznia 1908. Reskryptem C. K. Rady Szkolnej Krajowej z 8 stycznia 1908 jako egzaminowany kandydat stanu nauczycielskiego został mianowany zastępcą nauczyciela w macierzystym gimnazjum w Sanoku. Jako egzaminowany zastępca nauczyciela uczył języka łacińskiego, historii, geografii, historii krajowej, dziejów ojczystych. W sierpniu 1908 został przeniesiony z sanockiego gimnazjum do gimnazjum z językiem polskim wykładowym w Kołomyi. W roku szkolnym 1909/1910 pełnił obowiązki nauczyciela rzeczywistego w gimnazjum realnym prywatnym w Łańcucie. W roku szkolnym 1910/1911 ponownie pracował w Sanoku. Reskryptem C. K. Rady Szkolnej Krajowej z 31 sierpnia 1911 został przeniesiony na posadę egzaminowanego zastępcy nauczyciela w C. K. I Gimnazjum w Nowym Sączu, skąd od września 1912 został przeniesiony do szkoły realnej w Tarnowie.
Reskryptem C. K. Rady Szkolnej Krajowej z 25 lipca 1913 został mianowany nauczycielem w C. K. I Gimnazjum w Rzeszowie, gdzie wykładał geografię i historię oraz był zawiadowcą zbiorów map i obrazów dla tychże przedmiotów. Po wybuchu I wojny światowej przebywał w Sanoku, po czym od początku lipca 1915 ponownie pracował w rzeszowskim gimnazjum. Rozporządzeniem z 27 stycznia 1917 został zatwierdzony w zawodzie nauczycielskim z tytułem c. k. profesora. Został odznaczony austro-węgierskim Krzyżem Jubileuszowym dla Cywilnych Funkcjonariuszów Państwowych.
Profesorem I Gimnazjum w Rzeszowie, od 1923 o charakterze państwowym i noszącego imię ks. Stanisława Konarskiego, pozostawał także po odzyskaniu przez Polskę niepodległości w latach 20. II Rzeczypospolitej, a poza ww. obowiązkami kierował także biblioteką nauczycielską. Równolegle prowadził również lekcje w Prywatnym Gimnazjum Żeńskim 1915/1916, 1918/1919, 1921/1922, 1924/1925.
Z I Gimnazjum w Rzeszowie decyzją z 17 lipca 1925 został przeniesiony do macierzystego Państwowego Gimnazjum im. Królowej Zofii w Sanoku z dniem 1 września 1925. W szkole uczył geografii prowadząc gabinet geograficzny i zawiadując zbiorami geograficznymi, a także wykładał historię, był opiekunem kółka historycznego, nadzorował Przysposobienie Wojskowe, wykładał język polski. Na początku roku szkolnego 1930/1931 zastępczo pełnił funkcję kierownika gimnazjum po odejściu dyrektora Stanisława Cebuli. Wśród sanockich gimnazjalistów zyskał przydomek „Karakon”. Rozporządzeniem Kuratorium Okręgu Szkolnego Lwowskiego z 9 stycznia 1934 został zaszeregowany do grupy VII w zawodzie. Ponadto uczył historii i geografii w Prywatnym Gimnazjum Żeńskim im. Emilii Plater w Sanoku i Miejskim Prywatnym Seminarium Nauczycielskim Żeńskim w Sanoku (obie szkoły działały w budynku późniejszego II Liceum Ogólnokształcącego w Sanoku). Rozporządzeniem KOSL z 10 października 1934 został zaszeregowany do grupy VI w zawodzie, a rozporządzeniem KOSL z 23 listopada 1934 został przeniesiony w stan spoczynku z dniem 31 grudnia 1934. Według Adama Fastnachta przeniesienie na emeryturę Tadeusza Miękisza było spowodowane jego przekonaniami politycznymi i tym że nie uznawał oportunizmu.
Był działaczem sanockiego koła Towarzystwa Szkoły Ludowej, w którym był zastępcą skarbnika, od 8 grudnia 1910 był sekretarzem założonego wówczas sanockiego związku okręgowego kół TSL. Od 1907/1909 należał do Towarzystwa Nauczycieli Szkół Wyższych, 29 marca 1909 został wybrany członkiem wydziału sanockiego koła TNSW. Był członkiem wspierającym Katolicki Związek Młodzieży Rękodzielniczej i Przemysłowej w Sanoku. 28 stycznia 1934 został wybrany prezesem zarządu koła Towarzystwa Nauczycieli Szkół Średnich i Wyższych. Był członkiem sanockiego gniazda Polskiego Towarzystwa Gimnastycznego „Sokół” do 1939 oraz po nastaniu Polski Ludowej w 1946 zaangażował się w próbę reaktywacji oddziału. Opracował także monografię dotyczącą historii sanockiego „Sokoła”, wydaną w 1939. W 1935 miał wygłosić w gmachu „Sokoła” w Sanoku odczyt pt. Kwestia żydowska w dawnej Polsce a dzisiaj, który po rozpoczęciu został przerwany przez policję, a zebranie rozwiązane jako niezgłoszone.
Po wybuchu II wojny światowej 1939 podczas okupacji niemieckiej podjął działalność w ramach tajnego nauczania w Sanoku. W zorganizowanym na przełomie września i października 1944 Państwowym Gimnazjum i Liceum im. Królowej Zofii w Sanoku zasiadł w Komisji Weryfikacyjnej, która przekazała do Kuratorium w Rzeszowie protokoły z egzaminów z okresu tajnego nauczania, na podstawie których zostały wydane uczniom świadectwa. W reaktywowanej przez nowe władze macierzystej szkole uczył od 1944 do 1946. 26 maja 1946 w Sanoku wygłosił odczyt pt. Wiosna Ludów, zorganizowany przez miejscowy Powiatowy Urząd Informacji i Propagandy
Z Sanoka przeniósł się do Wrocławia. W latach 1946–1948 był nauczycielem w tamtejszym II Gimnazjum. Później, do końca życia pozostawał pracownikiem Biblioteki Uniwersyteckiej we Wrocławiu.
Zmarł 27 kwietnia 1957 we Wrocławiu. Został pochowany na cmentarzu św. Wawrzyńca przy ul. Bujwida we Wrocławiu (pożegnany tamże przez pochodzącego z Sanoka ks. Stanisława Turkowskiego).

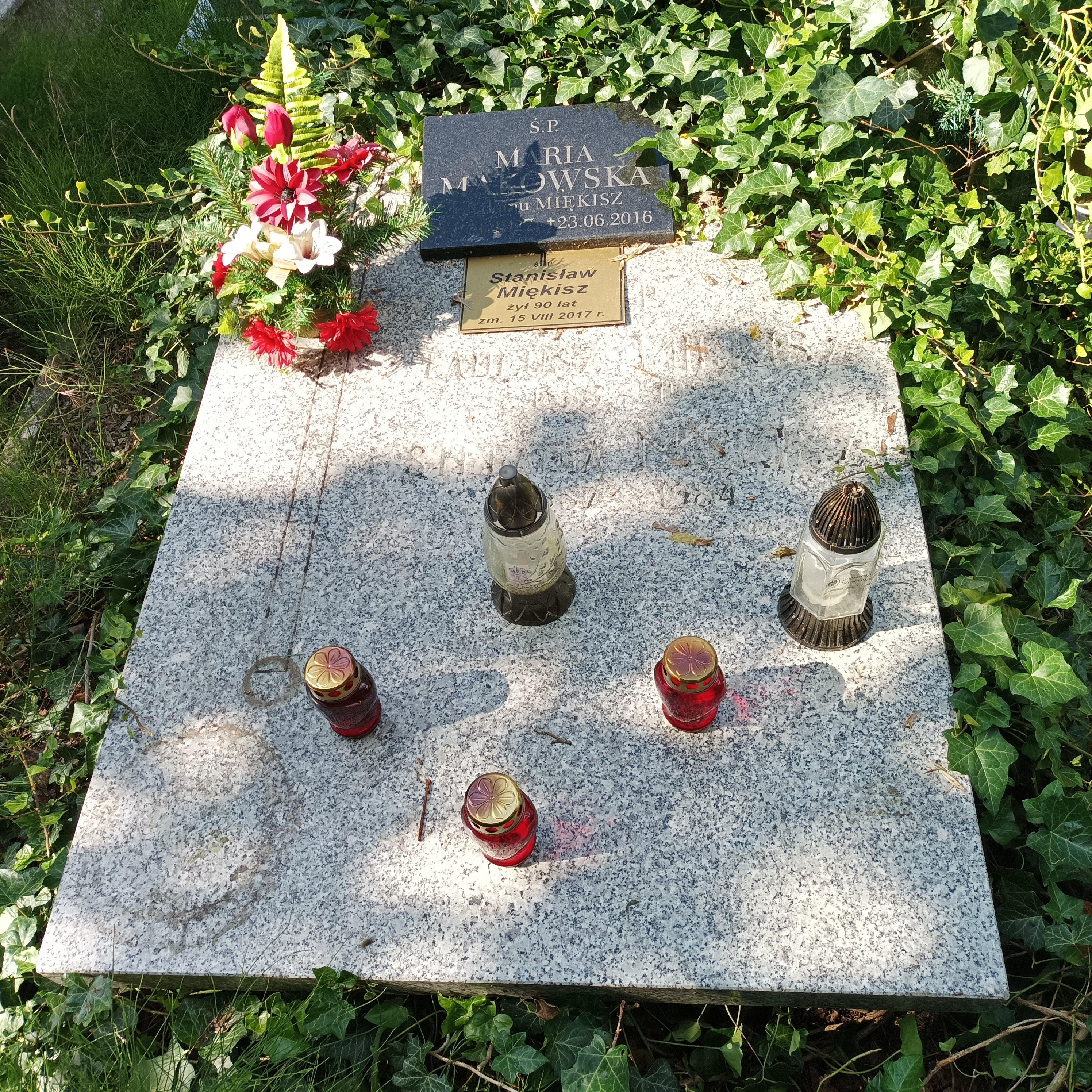
Grobowiec Stanisława i Tadeusza Miękiszów

Był ojcem Adama Michała (ur. 1925, studiował w akademii górniczej), Stanisława Miękisza (1927-2017, biofizyk, wykładowca) i dziadkiem Jacka Miękisza (ur. 1956, matematyk, pracownik naukowy).
Po latach z uznaniem o prof. Miękiszu jako pedagogu wypowiedzieli się w swoich wspomnieniach Andrzej Tarnawski, ks. Zdzisław Peszkowski.

## Publikacje
- Zarys historii Tow. Gimnastycznego „Sokół” w Sanoku w 50-tą rocznicę jego istnienia (1939[51], ponownie w wydane w publikacji pt. 125 lat sanockiego „Sokoła” 1889–2014[60])
- Ziemia Sanocka w twórczości Zygmunta Kaczkowskiego (rękopis)[61]
- Rok 1848 w Sanockiem (notatki po prof. Miękiszu) (red. Aleksander Codello; w: „Rocznik Sanocki” 1963)[62][51]